# 余延业
余延业（10世纪—？），五代十国时期南汉宦官，大宝年间为内常侍。身材瘦小，生性笨拙，口不择言。
北宋乾德二年（964年）九月，宋太祖命潭州防御使潘美及引进使丁德裕等发兵攻克南汉治下郴州，俘获城内的南汉宦官十余人，其中就有余延业。余延业被押送汴京，太祖问：“你在岭南做什么官？”答：“做扈驾弓箭手官（皇帝的弓弩卫兵）。”太祖命给他弓箭让他射箭，余延业极力也拉不开弓。太祖于是笑问汉帝刘鋹为治之迹，余延业备言其奢酷：作烧、煮、剥、剔、刀山剑树为刑罚，令有罪者搏象击虎，以为笑乐，又置媚川都入海采珠，所居宫殿动辄以明珠玳瑁装饰，琼州米每斗定税五钱，邕州民入城者交一钱，内官陈延寿作奇技淫巧，日费金钱巨万，宫城左右离宫数十，游幸无度，每天向豪民课税以供宴犒之费。太祖惊骇道：“吾当救此一方之民。”当时太祖还在用兵后蜀，不及用兵南汉，但余延业的话坚定了他用兵灭南汉之心。
宋太祖灭南汉后，废除媚川都，禁止百姓采珠，废除刘鋹的大量（加大的不合标准的量具），令百姓每石只交耗损二升。岭南百姓感到受益，都说余延业的话是首功。